# 那布·舒穆·里布尔
那布·舒穆·里布尔（约公元前1033年—约公元前1026年在位）（英語：Nabu-shumu-libur）巴比伦第四王朝末任国王。他的辖区的长官纷纷向游牧民族投降，其事迹于刻石上得到反映。 